# فرانسوا دي بومونت
فرانسوا دي بومونت (بالفرنسية: François de Beaumont)‏ هو عسكري فرنسي، ولد في 1513 في دوفيني في فرنسا، وتوفي في 2 فبراير 1587.

## وصلات خارجية
- فرانسوا دي بومونت على موقع الموسوعة البريطانية (الإنجليزية)